# En massa hjärtan
En massa hjärtan är den svenska proggruppen Ensamma hjärtans andra studioalbum, utgivet på skivbolaget Nacksving 1979. Skivan utgavs på LP.

## Låtlista
A
1. "Djävla skit" – 4:09
2. "Hon är fin" – 3:55
3. "Mardrömmen" – 3:09
4. "Baby sitter" – 6:18

B
1. "Alternativ blues" – 4:16
2. "Folk är så väck" – 3:30
3. "Snäll som en säl" – 2:44
4. "Turk på burk" – 4:16
5. "På barnparkett" – 1:58

### Fotnoter
1. ↑  ”En massa hjärtan”. Discogs.com. http://www.discogs.com/Ensamma-Hj%C3%A4rtan-En-Massa-Hj%C3%A4rtan/master/501511. Läst 4 januari 2013.